# Aphthona mallotae
Aphthona mallotae es una especie de coleóptero de la familia Chrysomelidae. Fue descrita científicamente por primera vez en 2003 por Prathapan & Konstantinov.